# Lappkullen
Lappkullen är ett naturreservat i Hudiksvalls kommun i Gävleborgs län.
Området är naturskyddat sedan 2007 och är 139 hektar stort. Reservatet omfattar östra delen av det 355 m höga berget 
Lappkullen och består av gammal och brandpåverkad tallskog,